# Bukas Na Lang Kita Mamahalin
Bukas Na Lang Kita Mamahalin é uma telenovela filipina exibida pela ABS-CBN em 2013, estrelado por Gerald Anderson e Dawn Zulueta.

## Elenco
- Gerald Anderson - Miguel Dizon
- Dawn Zulueta - Zenaida Ramirez
- Cristine Reyes - Amanda Suarez
- Diana Zubiri - Carla Melendez
- Rayver Cruz - Marcus Ramirez
- Tonton Gutierrez - Richard Ramirez
- Dina Bonnevie - Victoria Antonio
- Lito Legaspi - Melchor Antonio
- Rey PJ Abellana - Atty. Jimmy Suarez
- Rommel Padilla
- Thou Reyes - Joaquin Bernal
- Franco Daza - Alex
- Madeleine Nicolas - Lumen Melendez
- Nico Antonio - John Boy